# وگویلس دو لا سیرا
وگویلس دو لا سیرا (به اسپانیایی: Veguillas de la Sierra) یک شهرستان در اسپانیا است که در استان تروئل واقع شده‌است.

## خصوصیات
وگویلس دو لا سیرا ۱۳ کیلومترمربع مساحت و ۲۴ نفر جمعیت دارد.